# العلاقات البنمية الفرنسية
العلاقات البنمية الفرنسية هي العلاقات الثنائية التي تجمع بين بنما وفرنسا.

## مقارنة بين البلدين
هذه مقارنة عامة ومرجعية للدولتين:
| وجه المقارنة                                              | بنما                      | فرنسا                                                    |
| --------------------------------------------------------- | ------------------------- | -------------------------------------------------------- |
| المساحة (كم2)                                             | 74.18 ألف                 | 643.80 ألف                                               |
| عدد السكان (نسمة)                                         | 4.10 مليون                | 67.12 مليون                                              |
| الكثافة السكانية (ن./كم²)                                 | 55.27                     | 104.26                                                   |
| العاصمة                                                   | بنما                      | باريس                                                    |
| اللغة الرسمية                                             | اللغة الإسبانية           | لغة فرنسية                                               |
| العملة                                                    | بالبوا بنمي، دولار أمريكي | يورو، فرنك س ف ب، فرنك فرنسي، Livre tournois ‏            |
| الناتج المحلي الإجمالي (بليون دولار)                      | 61.84 مليار               | 2.58 تريليون                                             |
| الناتج المحلي الإجمالي (تعادل القوة الشرائية) بليون دولار | 87.37 مليار               | 2.87 تريليون                                             |
| الناتج المحلي الإجمالي الاسمي للفرد دولار أمريكي          | 13.27 ألف                 | 36.20 ألف                                                |
| الناتج المحلي الإجمالي للفرد دولار أمريكي                 | 20.89 ألف                 | 39.33 ألف                                                |
| مؤشر التنمية البشرية                                      | 0.780                     | 0.888                                                    |
| رمز المكالمات الدولي                                      | +507                      | +33                                                      |
| رمز الإنترنت                                              | .pa                       | .fr، .bzh ‏، .tf، .re، .wf، .yt، .pm، .paris              |
| المنطقة الزمنية                                           | 00                        | أوروبا/باريس ‏، توقيت وسط أوروبا، توقيت وسط أوروبا الصيفي |

## منظمات دولية مشتركة
يشترك البلدان في عضوية مجموعة من المنظمات الدولية، منها:
| علم المنظمة | اسم المنظمة                               | تاريخ انضمام بنما | تاريخ انضمام فرنسا |
| ----------- | ----------------------------------------- | ----------------- | ------------------ |
|             | يونسكو                                    | 10 يناير 1950     | 4 نوفمبر 1946      |
|             | الفريق المعني برصد الأرض                  | ?                 | ?                  |
|             | مؤسسة التمويل الدولية                     | 20 يوليو 1956     | 20 يوليو 1956      |
|             | المركز الدولي لتسوية المنازعات الاستشارية | 8 مايو 1996       | 20 سبتمبر 1967     |
|             | منظمة حظر الأسلحة الكيميائية              | ?                 | ?                  |
|             | مؤسسة التنمية الدولية                     | 1 سبتمبر 1961     | 30 ديسمبر 1960     |
|             | منظمة التجارة العالمية                    | ?                 | 1995               |
|             | وكالة ضمان الاستثمار متعدد الأطراف        | 21 فبراير 1997    | 28 ديسمبر 1989     |
|             | الاتحاد البريدي العالمي                   | ?                 | ?                  |
|             | منظمة الشرطة الجنائية الدولية             | ?                 | ?                  |
|             | الأمم المتحدة                             | 13 نوفمبر 1945    | 24 أكتوبر 1945     |
|             | الاتحاد الدولي للاتصالات                  | 14 يوليو 1914     | 1866               |
|             | البنك الدولي للإنشاء والتعمير             | 14 مارس 1946      | 27 ديسمبر 1945     |

## وصلات خارجية
- موقع وزارة الخارجية البنمية
- موقع وزارة الخارجية الفرنسية